# Nódulo de Ranvier

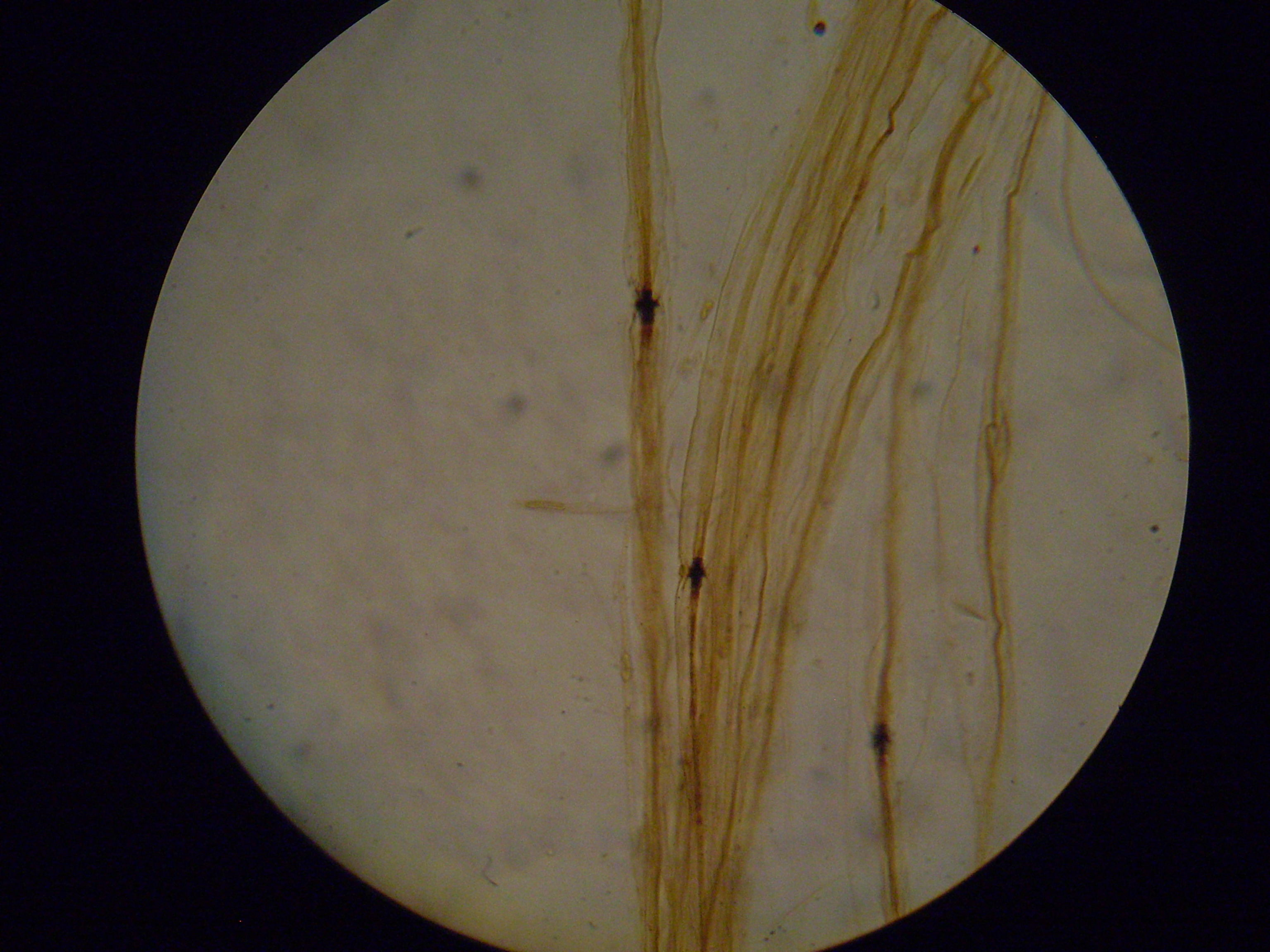
Nódulo de Ranvier

Nódulos de Ranvier ( /ˌrɑːnviˈeɪ/ RAHN-vee-AY, /ˈrɑːnvieɪ/ --ay ), também conhecido como lacunas mielina-bainha, ocorrer ao longo de uma mielinizado axónio onde o axolema é exposto ao espaço extracelular. Os nós de Ranvier não são isolados e são altamente enriquecidos em canais iônicos, permitindo que participem da troca de íons necessária para regenerar o potencial de ação . A condução nervosa em axônios mielinizados é chamada de condução saltatória (do latim saltare "saltar ou saltar") devido à maneira como o potencial de ação parece "pular" de um nó para o próximo ao longo do axônio. Isso resulta em uma condução mais rápida do potencial de ação.
Muitos axônios de vertebrados são circundados por uma bainha de mielina, permitindo a propagação saltatória rápida e eficiente ("salto") dos potenciais de ação. Os contatos entre os neurônios e as células gliais exibem um nível muito alto de organização espacial e temporal nas fibras mielinizadas. As células gliais mielinizantes - oligodendrócitos no sistema nervoso central (SNC) e células de Schwann no sistema nervoso periférico (SNP) - são envolvidas em torno do axônio, deixando o axolema relativamente descoberto nos nódulos regularmente espaçados de Ranvier.
As membranas gliais internodais são fundidas para formar mielina compacta, enquanto as alças paranodais cheias de citoplasma das células mielinizantes são enroladas em espiral ao redor do axônio em ambos os lados dos nódulos. Essa organização exige um rígido controle do desenvolvimento e a formação de uma variedade de zonas especializadas de contato entre as diferentes áreas da membrana celular mielinizante. Cada nó de Ranvier é flanqueado por regiões paranodais onde alças gliais envoltas em helicoidal estão fixadas à membrana axonal por uma junção semelhante a septada.
O segmento entre os nós de Ranvier é denominado como o entrenó, e sua parte mais externa que está em contato com os paranodos é chamada de região justaparanodal. Os nódulos são encapsulados por microvilosidades provenientes da parte externa da membrana da célula de Schwann no SNP, ou por extensões perinodais de astrócitos no SNC.

## Estrutura
Os entrenós são os segmentos de mielina e as lacunas entre eles são chamadas de nódulos. O tamanho e o espaçamento dos internódios variam com o diâmetro da fibra em uma relação curvilínea que é otimizada para a velocidade de condução máxima. O tamanho dos nós vai de 1–2 μm enquanto os internódios podem ter até (e ocasionalmente até maiores do que) 1,5 milímetros de comprimento, dependendo do diâmetro do axônio e do tipo de fibra.
A estrutura do nódulo e as regiões paranodais flanqueadoras são distintas dos internódios sob a bainha de mielina compacta, mas são muito semelhantes no SNC e no SNP. O axônio é exposto ao ambiente extracelular no nó e tem seu diâmetro restrito. O tamanho diminuído do axônio reflete uma densidade de empacotamento mais alta de neurofilamentos nesta região, que são menos fortemente fosforilados e são transportados mais lentamente. As vesículas e outras organelas também estão aumentadas nos nódulos, o que sugere que há um gargalo no transporte axonal em ambas as direções, bem como na sinalização axonal-glial local.
Quando um corte longitudinal é feito através de uma célula de Schwann mielinizante no nodo, três segmentos distintos são representados: o entrenó estereotípico, a região paranodal e o próprio nódulo. Na região internodal, a célula de Schwann possui um colar externo de citoplasma, uma bainha de mielina compacta e um colar interno de citoplasma e o axolema. Nas regiões paranodais, as alças do citoplasma paranodal contatam os espessamentos do axolema para formar junções semelhantes a septadas. No nódulo sozinho, o axolema é contatado por várias microvilosidades de Schwann e contém um revestimento citoesquelético denso.

### Diferenças nos sistemas nervosos central e periférico
Embora estudos de fratura por congelamento tenham revelado que o axolema nodal no SNC e no SNP é enriquecido em partículas intramembranosas (PIMs) em comparação com o internodo, existem algumas diferenças estruturais refletindo seus constituintes celulares. No SNP, microvilosidades especializadas se projetam do colar externo das células de Schwann e se aproximam muito do axolema nodal de fibras grandes. As projeções das células de Schwann são perpendiculares ao nó e irradiam dos axônios centrais. No entanto, no SNC, um ou mais dos processos astrocíticos vêm nas proximidades dos nós. Os pesquisadores declaram que esses processos derivam de astrócitos multifuncionais, ao contrário de uma população de astrócitos dedicada a entrar em contato com o nó. Por outro lado, no SNP, a lâmina basal que envolve as células de Schwann é contínua ao longo do nó.

### Composição
Os nós de trocadores Ranvier Na + / Ca2 + e alta densidade de canais de Na + dependentes de voltagem que geram potenciais de ação. Um canal de sódio consiste em uma subunidade α formadora de poros e duas subunidades β acessórias, que ancoram o canal a componentes extracelulares e intracelulares. Os nós de Ranvier nos sistemas nervosos central e periférico consistem principalmente nas subunidades αNaV1.6 e β1. A região extracelular das subunidades β pode associar-se a si mesma e a outras proteínas, como a tenascina R e as moléculas de adesão celular neurofascina e contactina. A contactina também está presente nos nódulos do SNC e a interação com esta molécula aumenta a expressão de superfície dos canais de Na +.
Verificou -se que a anquirina está ligada à espectrina βIV, uma isoforma da espectrina enriquecida nos nós de Ranvier e segmentos iniciais do axônio. Os nódulos PNS são circundados por microvilosidades de células de Schwann, que contêm ERMs e EBP50 que podem fornecer uma conexão com os microfilamentos de actina. Várias proteínas da matriz extracelular são enriquecidas em nódulos de Ranvier, incluindo tenascina-R, Bral-1 e proteoglicano NG2, bem como fosfacano e versican V2. Nos nódulos do SNC, as proteínas axonais também incluem contactina; no entanto, as microvilosidades das células de Schwann são substituídas por extensões perinodais de astrócitos.

### Organização molecular
A organização molecular dos nós corresponde à sua função especializada na propagação de impulsos. O nível dos canais de sódio no nodo versus o entrenó sugere que o número de IMPs corresponde aos canais de sódio. Os canais de potássio estão essencialmente ausentes no axolema nodal, ao passo que estão altamente concentrados no axolema paranodal e nas membranas das células de Schwann no nódulo. A função exata dos canais de potássio não foi totalmente revelada, mas sabe-se que eles podem contribuir para a repolarização rápida dos potenciais de ação ou desempenhar um papel vital no tamponamento dos íons de potássio nos nódulos. Esta distribuição altamente assimétrica de canais de sódio e potássio dependentes de voltagem está em notável contraste com sua distribuição difusa nas fibras amielínicas.

### Mielinização de fibras nervosas
As complexas mudanças pelas quais a célula de Schwann sofre durante o processo de mielinização das fibras nervosas periféricas foram observadas e estudadas por muitos. O envolvimento inicial do axônio ocorre sem interrupção ao longo de toda a extensão da célula de Schwann . Este processo é sequenciado pelo dobramento interno da superfície da célula de Schwann de modo que uma membrana dupla das faces opostas da superfície da célula de Schwann dobrada seja formada. Essa membrana se estende e se enrola em espiral continuamente à medida que a dobra interna da superfície da célula de Schwann continua. Como resultado, o aumento da espessura da extensão da bainha de mielina em seu diâmetro transversal é facilmente verificado. É também evidente que cada uma das voltas consecutivas da espiral aumenta de tamanho ao longo do comprimento do axônio à medida que o número de voltas aumenta. No entanto, não está claro se o aumento no comprimento da bainha de mielina pode ou não ser explicado apenas pelo aumento no comprimento do axônio coberto por cada volta sucessiva da espiral, como explicado anteriormente. Na junção de duas células de Schwann ao longo de um axônio, as direções da saliência lamelar das terminações de mielina têm sentido oposto. Esta junção, adjacente às células de Schwann, constitui a região designada como nó de Ranvier.

### Estágios iniciais
Os pesquisadores provam que no desenvolvimento do SNC, Nav1.2 é inicialmente expresso em todos os nós formadores de Ranvier. Após a maturação, o Nav1.3 nodal é regulado para baixo e substituído pelo Nav1.6. Naz1.2 também é expresso durante a formação do nó PNS, o que sugere que a troca de subtipos de canal de Nav é um fenômeno geral no CNS e PNS. Nesta mesma investigação, foi demonstrado que Nav1.6 e Nav1.2 colocalizam em muitos nós de Ranvier durante a mielinização inicial. Isso também levou à sugestão de que os primeiros clusters de canais Nav1.2 e Nav1.6 estão destinados a se tornarem mais tarde nós de Ranvier. Neurofascin também é relatado como uma das primeiras proteínas a se acumular em nódulos de Ranvier recém-formados. Eles também fornecem o local de nucleação para a ligação da anquirina G, canais Nav e outras proteínas. A recente identificação da proteína das microvilosidades das células de Schwann, gliomedina, como o provável parceiro de ligação da neurofascina axonal, apresenta evidências substanciais da importância desta proteína no recrutamento de canais Nav para os nódulos de Ranvier. Além disso, Lambert et al. e Eshed et al. também indica que a neurofascina se acumula antes dos canais Nav e é provável que tenha papéis cruciais nos primeiros eventos associados à formação de nódulo de Ranvier. Assim, vários mecanismos podem existir e trabalhar sinergicamente para facilitar o agrupamento de canais de Nav em nós de Ranvier.

### Formação nodal
O primeiro evento parece ser o acúmulo de moléculas de adesão celular, como NF186 ou NrCAM. As regiões intracelulares dessas moléculas de adesão celular interagem com a anquirina G, que serve como uma âncora para os canais de sódio. Ao mesmo tempo, a extensão periaxonal da célula glial envolve o axônio, dando origem às regiões paranodais. Este movimento ao longo do axônio contribui significativamente para a formação geral dos nódulos de Ranvier, permitindo que os heminodos formados nas bordas das células gliais vizinhas se fundam em nódulos completos. Junções septadas se formam nos paranodos com o enriquecimento de NF155 em alças paranodais gliais. Imediatamente após a diferenciação inicial das regiões nodais e paranodais, os canais de potássio, Caspr2 e TAG1 se acumulam nas regiões justaparanodais. Esse acúmulo coincide diretamente com a formação de mielina compacta. Em regiões nodais maduras, as interações com as proteínas intracelulares parecem vitais para a estabilidade de todas as regiões nodais. No SNC, os oligodendrócitos não possuem microvilosidades, mas parecem capazes de iniciar o agrupamento de algumas proteínas axonais por meio de fatores secretados. Os efeitos combinados de tais fatores com os movimentos subsequentes gerados pelo envoltório da extensão periaxonal dos oligodendrócitos poderiam ser responsáveis pela organização dos nódulos do SNC de Ranvier.
Um potencial de ação é um pico de descarga iônica positiva e negativa que viaja ao longo da membrana de uma célula. A criação e condução de potenciais de ação representam um meio fundamental de comunicação no sistema nervoso. Os potenciais de ação representam reversões rápidas na voltagem através da membrana plasmática dos axônios. Essas reversões rápidas são mediadas por canais iônicos dependentes de voltagem encontrados na membrana plasmática . O potencial de ação viaja de um local para outro na célula, mas o fluxo de íons através da membrana ocorre apenas nos nós de Ranvier. Como resultado, o sinal do potencial de ação salta ao longo do axônio, de nó a nó, em vez de se propagar suavemente, como acontece nos axônios que não possuem uma bainha de mielina. O agrupamento de canais de íons de sódio e potássio dependentes de voltagem nos nós permite esse comportamento.
Uma vez que um axônio pode ser amielinizado ou mielinizado, o potencial de ação tem dois métodos para percorrer o axônio. Esses métodos são referidos como condução contínua para axônios amielínicos e condução saltatória para axônios mielinizados. A condução saltatória é definida como um potencial de ação movendo-se em saltos discretos para baixo em um axônio mielinizado.
Este processo é descrito como a carga se espalhando passivamente para o próximo nó de Ranvier para despolarizá-lo até o limite, o que desencadeará um potencial de ação nesta região que se espalhará passivamente para o próximo nó e assim por diante.
A condução saltatória oferece uma vantagem sobre a condução que ocorre ao longo de um axônio sem bainhas de mielina. É que o aumento da velocidade proporcionado por esse modo de condução garante uma interação mais rápida entre os neurônios. Por outro lado, dependendo da taxa média de disparo do neurônio, os cálculos mostram que o custo energético de manter o potencial de repouso dos oligodendrócitos pode superar a economia de energia dos potenciais de ação. Portanto, a mielinização dos axônios não necessariamente economiza energia.

## Regulamento de formação

### Regulação Paranode via acúmulo de mitocôndrias
As mitocôndrias e outras organelas membranosas são normalmente enriquecidas na região PNP dos axônios mielinizados periféricos, especialmente os axônios de grande calibre. O real papel fisiológico desse acúmulo e os fatores que o regulam não são compreendidos; no entanto, sabe-se que as mitocôndrias geralmente estão presentes em áreas da célula que expressam uma alta demanda de energia. Nessas mesmas regiões, eles também são conhecidos por conter cones de crescimento, terminais sinápticos e locais de iniciação e regeneração de potencial de ação, como os nódulos de Ranvier. Nos terminais sinápticos, as mitocôndrias produzem o ATP necessário para mobilizar as vesículas para a neurotransmissão. Nos nós de Ranvier, as mitocôndrias desempenham um papel importante na condução do impulso, produzindo o ATP que é essencial para manter a atividade das bombas de íons que demandam energia. Apoiando esse fato, cerca de cinco vezes mais mitocôndrias estão presentes no axoplasma PNP de grandes axônios periféricos do que nas regiões internodais correspondentes dessas fibras.

### Regulação nodal

#### Via αII-Spectrin
A condução saltatória em axônios mielinizados requer a organização dos nódulos de Ranvier, enquanto os canais de sódio dependentes de voltagem são altamente povoados. Estudos mostram que a αII-Spectrin, um componente do citoesqueleto, é enriquecida nos nódulos e paranodos nos estágios iniciais e, à medida que os nódulos amadurecem, a expressão dessa molécula desaparece. Também está provado que αII-Spectrin no citoesqueleto axonal é absolutamente vital para estabilizar os aglomerados de canais de sódio e organizar o nódulo maduro de Ranvier.

#### Possível regulação através da molécula de reconhecimento OMgp
Foi demonstrado anteriormente que OMgp (oligodendrócito glicoproteína de mielina) se agrupa em nós de Ranvier e pode regular a arquitetura paranodal, comprimento de nó e brotamento axonal em nós. No entanto, um estudo de acompanhamento mostrou que o anticorpo usado anteriormente para identificar OMgp em nódulos reage de forma cruzada com outro componente enriquecido em nodo versican V2 e que OMgp não é necessário para a integridade de nódulos e paranodos, argumentando contra a localização relatada anteriormente e funções propostas de OMgp em nós.

## Significado clínico
As proteínas nesses domínios excitáveis do neurônio, quando lesados, podem resultar em distúrbios cognitivos e várias doenças neuropáticas.

## História

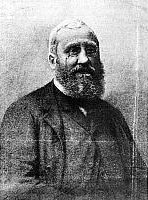
Louis Antoine Ranvier (1835–1922)

A bainha de mielina de nervos longos foi descoberta e nomeada pelo anatomista patológico alemão Rudolf Virchow em 1854. O patologista e anatomista francês Louis-Antoine Ranvier descobriu mais tarde os nódulos, ou lacunas, na bainha de mielina que agora leva seu nome. Nascido em Lyon, Ranvier foi um dos histologistas mais proeminentes do final do século XIX. Ranvier abandonou os estudos patológicos em 1867 e tornou-se assistente do fisiologista Claude Bernard . Ele foi o presidente da Anatomia Geral do Collège de France em 1875.
Suas técnicas histológicas refinadas e seu trabalho em fibras nervosas normais e lesionadas tornaram-se mundialmente conhecidos. Suas observações sobre nós de fibra e a degeneração e regeneração de fibras cortadas tiveram uma grande influência na neurologia parisiense na Salpêtrière . Logo depois, ele descobriu lacunas nas bainhas das fibras nervosas, que mais tarde foram chamadas de Nodos de Ranvier. Essa descoberta mais tarde levou Ranvier a um exame histológico cuidadoso das bainhas de mielina e das células de Schwann.
- Segmento internodal
- células de Schwann
- Oligodendrócito
- Mielina

1. ↑  «Node of Ranvier». Dictionary.com
2. ↑  gxnSalzer J. L. (1997). «Clustering sodium channels at the node of Ranvier: close encounters of the axon-glia kind». Neuron. 18: 843–846. PMID 9208851. doi:10.1016/S0896-6273(00)80323-2. Consultado em 7 de dezembro de 2007. Cópia arquivada em 18 de dezembro de 2007
3. 1 2 3 4  Salzer J. L. (1997). «Clustering sodium channels at the node of Ranvier: close encounters of the axon-glia kind». Neuron. 18: 843–846. PMID 9208851. doi:10.1016/S0896-6273(00)80323-2. Consultado em 7 de dezembro de 2007. Cópia arquivada em 18 de dezembro de 2007
4. ↑  Kaplan M.R.; Cho M.H.; Ullian E.M.; Isom L.L.; Levinson S.R.; Barres B.A. (2001). «Differential control of clustering of the sodium channels Na(v)1.2 and Na(v)1.6 at developing CNS nodes of Ranvier». Neuron. 30: 105–119. PMID 11343648. doi:10.1016/S0896-6273(01)00266-5
5. ↑  Black, J.A., Sontheimer, H., Oh, Y., and Waxman, S.G. (1995). In The Axon, S. Waxman, J. Kocsis, and P. Stys, eds. Oxford University Press, New York, pp. 116–143.
6. ↑  Uzmman B. G.; Nogueira-Graf G. (1957). «Electron microscope studies of the formation of nodes of Ranvier in mouse sciatic nerves». Journal of Biophysical and Biochemical Cytology. 3: 589–597. PMC 2224104. PMID 13449102. doi:10.1083/jcb.3.4.589
7. ↑  Boiko T, Rasband MN, Levinson SR, Caldwell JH, Mandel G, Trimmer JS,  et al. (2001). «Compact myelin dictates the differential targeting of two sodium channel isoforms in the same axon». Neuron. 30: 91–104. PMID 11343647. doi:10.1016/S0896-6273(01)00265-3
8. ↑  Lambert S, Davis JQ, Bennett V (1997). «Morphogenesis of the node of Ranvier: co-clusters of ankyrin and ankyrin-binding integral proteins define early developmental intermediates». Journal of Neuroscience. 17: 7025–7036. PMC 6573274. PMID 9278538. doi:10.1523/JNEUROSCI.17-18-07025.1997
9. ↑  Fry, C (2007). «Cell physiology I». Surgery (Oxford). 25: 425–429. doi:10.1016/j.mpsur.2007.07.007
10. ↑  Harris; Atwood (2012). «The Energetics of CNS White Matter». Journal of Neuroscience. 32: 356–371. PMC 3272449. PMID 22219296. doi:10.1523/JNEUROSCI.3430-11.2012
11. 1 2  Einheber S, Bhat MA, Salzer JL (agosto de 2006). «Disrupted Axo-Glial Junctions Result in Accumulation of Abnormal Mitochondria at Nodes of Ranvier». Neuron Glia Biology. 2: 165–174. PMC 1855224. PMID 17460780. doi:10.1017/S1740925X06000275
12. ↑  Voas MG, Lyons DA, Naylor SG, Arana N, Rasband MN, Talbot WS (março de 2007). «alphaII-spectrin is essential for assembly of the nodes of Ranvier in myelinated axons». Current Biology. 17: 562–8. PMID 17331725. doi:10.1016/j.cub.2007.01.071
13. ↑  Huang, JK; Phillips, GR; Roth, AD; Pedraza, L; Shan, W; Belkaid, W; Mi, S; Fex-Svenningsen, A; Florens, L (2005). «Glial membranes at the node of Ranvier prevent neurite outgrowth». Science. 310: 1813–17. Bibcode:2005Sci...310.1813H. PMID 16293723. doi:10.1126/science.1118313
14. ↑  Chang, KJ; Susuki, K; Dours-Zimmermann, MT; Zimmermann, DR; Rasband, MN (2010). «Oligodendrocyte myelin glycoprotein does not influence node of Ranvier structure or assembly». J Neurosci. 30: 14476–81. PMC 2976578. PMID 20980605. doi:10.1523/JNEUROSCI.1698-10.2010
15. ↑  synd/3816 (em inglês) no Who Named It?
16. ↑  Virchow R (1854). «Über das ausgebreitete Vorkommen einer dem Nervenmark analogen Substanz in den tierischen Geweben». Archiv für pathologische Anatomie und Physiologie und für klinische Medicin. 6: 562–572. doi:10.1007/BF02116709
17. ↑  Barbara J.G. (2005). «Les étranglements annulaires de Louis Ranvier (1871)» (PDF). Lettre des Neurosciences. 28: 3–5